# Argu
Argu (persisch شهرستان ارگو / paschtunisch ارګو ولسوالی) ist ein Distrikt in der afghanischen Provinz Badachschan. Er wurde 2005 aus einem Teil des Distrikts Fayzabad gegründet. Die Einwohnerzahl beträgt 91.740 (Stand: 2022).
Der Distrikt grenzt im Norden an die Distrikte Yafta-e Sufla und Faizabad, im Osten an die Distrikte Arghanj Khwa, Baharak und Kesch, im Süden an die Distrikte Darayem und Taschkan und im Westen an den Distrikt Schari Buzurg und die Provinz Tachar.
Am 2. Mai 2014 kam es im Bezirk zu zwei Erdrutschen an einem Berghang, von denen die Dörfer Aab Barik und Hargu betroffen waren.